# Даниил Румънски
Патриарх Даниил I е висш румънски православен духовник. От 2007 г. заема поста на румънски патриарх. Като такъв носи титлата: Негово Светейшество архиепископ на Букурещ, митрополит на Влашко и Добруджа, местоблюстител на престола на Кесария Кападокийска и патриарх на Румънската православна църква.
Роден е в село Добрещ, Тимишоара, Северозападна Румъния на 22 юли 1951 г. и получава името Дан-Илие. Завършва Богословския факултет в Сибиу (1970 – 1974), а след това продължава обучението си в Богословския факултет в Букурещ (1974 – 1976 г.) под научното ръководство на прочутия богослов проф. прот. Димитру Станилое. Специализира в протестантски и католически университети във Франция (Университет на Страсбург, 1976 – 1978, със стипендия на френското правителство) и Германия (Университет на Фрайбург, 1978 – 1980, при проф. Карл Леман, сега кардинал). През 1979 г. защитава докторат в Страсбург, а през 1980 г. защитава и доктората си в Букурещ.
От 1980 г. става преподавател в Икуменическия институт на Световния съвет на църквите в замъка Босе край град Нион, Швейцария. Там остава до 1988 г., като на Преображение, 6 август 1987 г. приема монашество в прочутата обител Сихастрия в Молдова, Източна Румъния. На 14 август е ръкоположен за дякон, а на 15 август – за йеромонах. На 4 март 1990 г., съвсем скоро след политическите промени в страната, е хиротонисан за епископ на Лугож, но със служение като викарий на архиепископа на Тимишоара и митрополит на Банат – Николай. На 1 юли същата година е избран за архиепископ на Яш и митрополит на Молдова и Буковина. Така за три години той стига до високия пост на Молдовски митрополит, първи след патриаршеския престол.
Митрополит Даниил е и известен богослов, който има около 500 статии на румънски и почти 100 на други езици. Той е един от основателите на Богословския факултет в Яш, където и до днес е професор по догматика, на няколко семинарии в епрахията си и други църковни институти. През 2003 г. беше обявен за почетен доктор на Католическия университет „Пресвято Сърце Исусово“ във Феърфийлд, Кънектикът, САЩ.
Митрополит Даниил е един от инициаторите на натиска срещу вече покойния патриарх Теоктист да подаде оставка в началото на 90-те години заради обвинения в сътрудничество на комунистическата власт в Румъния. Даниил изпълнява длъжността местоблюстител на овдовелия патриаршески престол след кончината на патриарх Теоктист. Интронизацията на новоизбрания патриарх Даниил се състои на 30 септември 2007 г.
Румънската църква претендира да има юрисдикция в Молдавия, но мнозинството от вярващите там принадлежат към Басарабската митрополия, която е част от Руската църква. На 16 април 2009 г. Румънската патриаршия изпраща свещеник-румънец в българската църква „Св. Илия“ в Букурещ, който забранява да се служи на български език.
По местна традиция патриархът на Румъния носи не само бяла епанокамилавка (було), а изцяло бели дрехи: подрасник и расо.